# Ятеенский сапотекский язык
Ятеенский сапотекский язык (Yatee Zapotec, Zapoteco de Yatee) — сапотекский язык, на котором говорят в городах Сан-Кристобал-Лачируах округа Сан-Франсиско-Ятее штата Оахака в Мексике.
Ятеенский сапотекский язык имеет диалекты лачириоагский (Lachirioag Zapotec, Lachiruaj Zapotec, San Cristóbal Lachiruaj Zapotec) и ятеенский (Yatee Zapotec, Zapoteco de Yatee).